# Шубинський Валерій Ігорович
Вале́рій І́горович Шуби́нський (рос. Валерий Игоревич Шубинский; 16 січня 1965, Київ) — російський письменник (поет, критик) і журналіст.

## Біографія
Єврей. 1972 року переїхав у Ленінград. 1986 року закінчив Ленінградський фінансово-економічний інститут. Недовго працював за розподілом. Потім був екскурсоводом і працівником видавництва. Від 1997 року працює тільки як літератор.
Літературний оглядач газети «Вечерний Петербург». Викладає на філологічному факультеті Санкт-Петербурзького університету.
1992 та 1994 року брав участь в експедиції, присвяченій вивченню єврейської спадщини на Поділлі та в Карпатах — записував спогади єврейських та українських старожилів колишніх єврейських містечок. Відвідав, зокрема, Шаргород, Ярмолинці (батьківщину діда), Сатанів. Враження від побаченого виклав в розділі «Українська ніч» дорожніх нотаток «Автогеографія», опублікованих в грудні 2001 року в журналі «Знамя».

## Творчість
Друкується з 1984 року. Автор збірок віршів «Балтійський сон» (Москва, 1989, у складі збірки «Камера зберігання»), «Сто віршів» (Санкт-Петербург, 1994), «Імена німих» (Санкт-Петербург, 1998).
Друкувався (як поет, критик і прозаїк) у журналах «Континент», «Вестник новой литературы», «Звезда», «Знамя», «Новый Мир», «Октябрь», «Волга», «НЛО», «Сумерки» та ін.
Перекладає англійську поезію.